# Tennis aux Jeux méditerranéens de 2022
Navigation
Tarragone 2018
Les épreuves de tennis des Jeux méditerranéens de 2022 ont lieu à Oran, en Algérie, du 27 juin au 1er juillet 2022.
Quatre épreuves sont disputées : le simple messieurs, le double messieurs, le simple dames et le double dames.

## Podiums
| Épreuves | Or                                               | Argent                                                | Bronze                                     |
| -------- | ------------------------------------------------ | ----------------------------------------------------- | ------------------------------------------ |
| Hommes   |                                                  |                                                       |                                            |
| Simple   | Francesco Passaro (ITA)                          | Carlos López Montagud (ESP)                           | Adam Moundir (MAR)                         |
| Double   | Italie Matteo Arnaldi Francesco Passaro          | Espagne Carlos López Montagud Álvaro López San Martín | Maroc Elliot Benchetrit Adam Moundir       |
| Femmes   |                                                  |                                                       |                                            |
| Simple   | Guiomar Maristany (ESP)                          | Nuria Brancaccio (ITA)                                | Jéssica Bouzas Maneiro (ESP)               |
| Double   | Espagne Jéssica Bouzas Maneiro Guiomar Maristany | Malte Francesca Curmi Elaine Genovese                 | Italie Nuria Brancaccio Aurora Zantedeschi |

## Tableau des médailles
Pays organisateur 
| Rang  | Nation  | Or | Argent | Bronze | Total |
| ----- | ------- | -- | ------ | ------ | ----- |
| 1     | Espagne | 2  | 2      | 1      | 5     |
| 2     | Italie  | 2  | 1      | 1      | 4     |
| 3     | Malte   | 0  | 1      | 0      | 1     |
| 4     | Maroc   | 0  | 0      | 2      | 2     |
| Total | Total   | 4  | 4      | 4      | 12    |